# Great Vengeance and Furious Fire
Great Vengeance and Furious Fire — дебютный студийный альбом английской инди-рок группы The Heavy, выпущенный 17 сентября 2007 года в Великобритании и 8 апреля 2008 года в Соединённых Штатах.

## Список композиций
1. «That Kind of Man» — 3:31
2. «Coleen» — 2:59
3. «Set Me Free» — 3:35
4. «You Don’t Know» — 3:16
5. «Girl» — 2:46
6. «Doing Fine» — 4:28
7. «In The Morning» — 2:49
8. «Brukpocket’s Lament» — 2:50
9. «Dignity» — 2:26
10. «Who Needs The Sunshine» — 4:11